# Diachorisia velatella
Diachorisia velatella är en fjärilsart som beskrevs av James Brackenridge Clemens 1860. Diachorisia velatella ingår i släktet Diachorisia och familjen äkta malar. Inga underarter finns listade i Catalogue of Life.